# Postgebäude Boizenburg
Das ehemalige Postgebäude Boizenburg in Boizenburg/Elbe (Mecklenburg-Vorpommern),
Markttorstraße 5 außerhalb des Wallringes stammt von 1887 und ist heute ein Wohn- und Geschäftshaus.
Das Gebäude steht unter Denkmalschutz.

## Geschichte
Die Fliesenstadt Boizenburg mit 10.730 Einwohnern (2019) wurde 1171 erwähnt. 1640 gab es die brandenburgische Postlinie von Berlin nach Hamburg über Boizenburg. 1670 (andere Quellen 1660) führte eine privatisierte (Pächter) Fahrpost von Güstrow nach Boizenburg und Hamburg. 1701 wurde eine großherzogliche Postlinie von Güstrow, Sternberg, Schwerin nach Boizenburg geleitet. Es bestand ein Post- und Herrenhaus westlich der Boize das 1720 abbrannte. Der Postmeister war sowohl mecklenburgischer als auch preußischer Beamter. Ab 1815 wurde die Poststrecke Boizenburg – Wittenburg – Schwerin – Güstrow bedient. Seit 1871 war das Post- und Telegrafenwesen in der Hoheit des Deutschen Reichs und seit 1949 bis 1990 bei der Deutsche Post der DDR. (siehe auch Postgeschichte in Güstrow)
Das zweigeschossige verklinkerte historisierende Eckhaus mit seinem markanten Giebel an der Ecke und dem gotisierenden Portal sowie dem seitlichen Giebelrisalit und einem verzierten Gesims wurde als Kaiserliches Postamt im Oktober 1887 eröffnet. Ein Anbau kam später.

In den 1990er Jahren verkaufte die Post das Gebäude und es wurde umgebaut und saniert.
Die Filiale der Deutschen Post befindet sich heute (2021) in der Königstraße 14 bei oder in einem Laden.